# Citrina venilia
Citrina venilia är en insektsart som först beskrevs av John Obadiah Westwood 1859.  Citrina venilia ingår i släktet Citrina och familjen Pseudophasmatidae. Inga underarter finns listade i Catalogue of Life.